# Kościół św. Józefa Robotnika w Godowie
Kościół św. Józefa Robotnika w Godowie – rzymskokatolicki kościół parafialny zlokalizowany we wsi Godów (powiat wodzisławski, województwo śląskie). Funkcjonuje przy nim parafia św. Józefa Robotnika.

## Historia
27 marca 1921 spaleniu uległ poprzedni, drewniany kościół we wsi. Do 1930 urządzono tymczasową świątynię w baraku. W 1927 poświęcono kamień węgielny pod budowę nowego kościoła o cechach historyzujących, który poświęcono 19 października 1930 (infułat Wilhelm Kasperlik). W 1942 Niemcy zarekwirowali dzwony z 1930, a 1 maja 1945, uciekając z Godowa, wysadzili wieżę kościelną. W latach 1945–1948 obiekt zrekonstruowano, jednak nie odbudowując wieży. W 1948 powstała polichromia. W latach 1983–1984 odbudowano wieżę, którą (wraz z dzwonem) poświęcił biskup Herbert Bednorz 27 sierpnia 1984. Kolejne dwa dzwony poświęcił biskup Damian Zimoń 4 maja 1986. W 1993 oświetlono krzyż wieżowy, a także zainaugurowano działalność ruchomej szopki autorstwa Eugeniusza Borka z Piekar Śląskich. W 1997 zainstalowano witraże, a w 1998 odmalowano wnętrza. W 2004 kościół otynkowano od zewnątrz. 3 maja 2005 biskup Damian Zimoń poświęcił nowe organy. W 2006 uruchomiono zegary wieżowe, a w 2008 uruchomiono iluminację bryły. W 2016 ołtarze poddano renowacji.
Obiekt stanowi dominantę przestrzenną i historyczną Godowa.

## Galeria

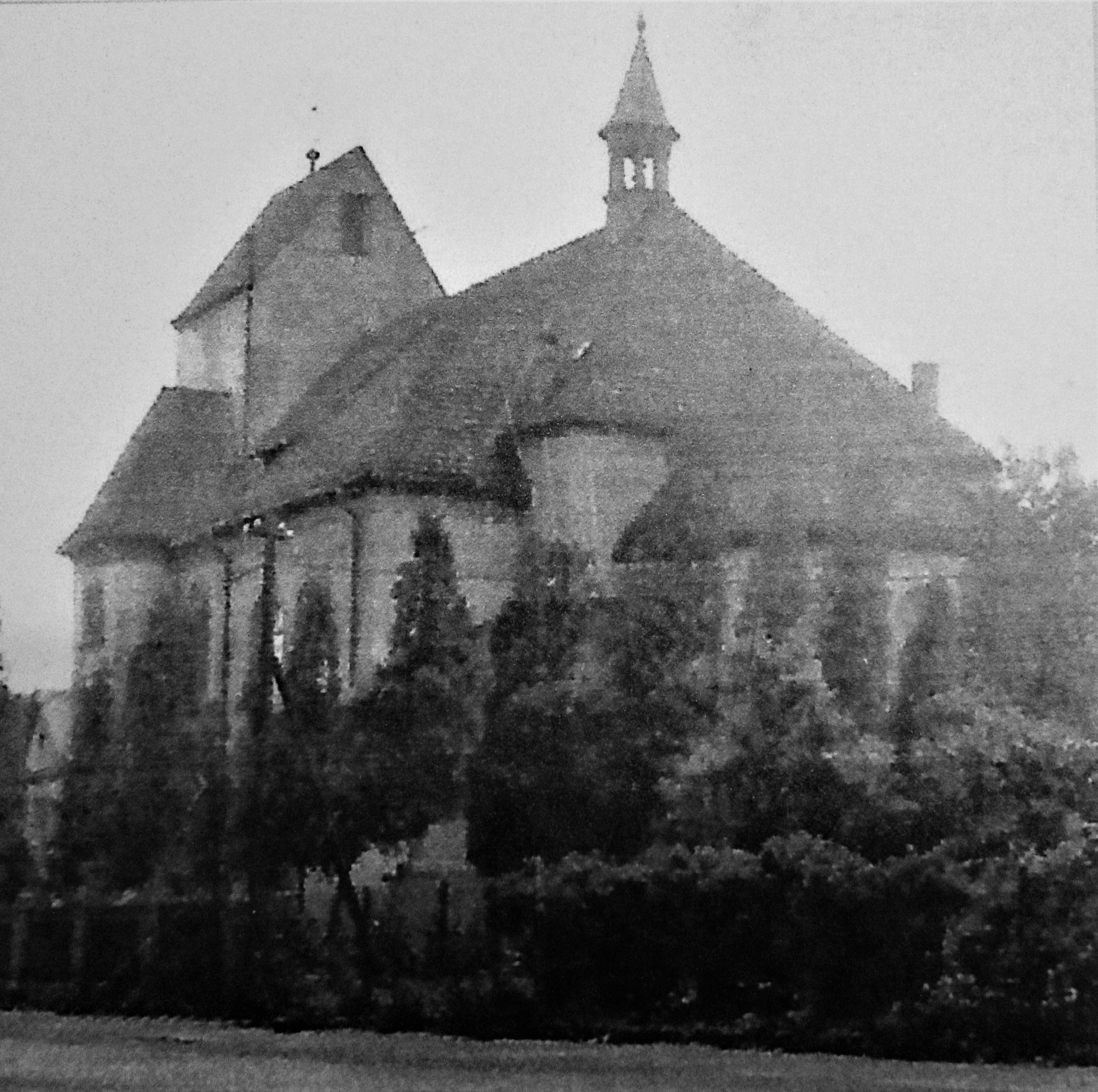
Kościół w 1948 (bez wieży)
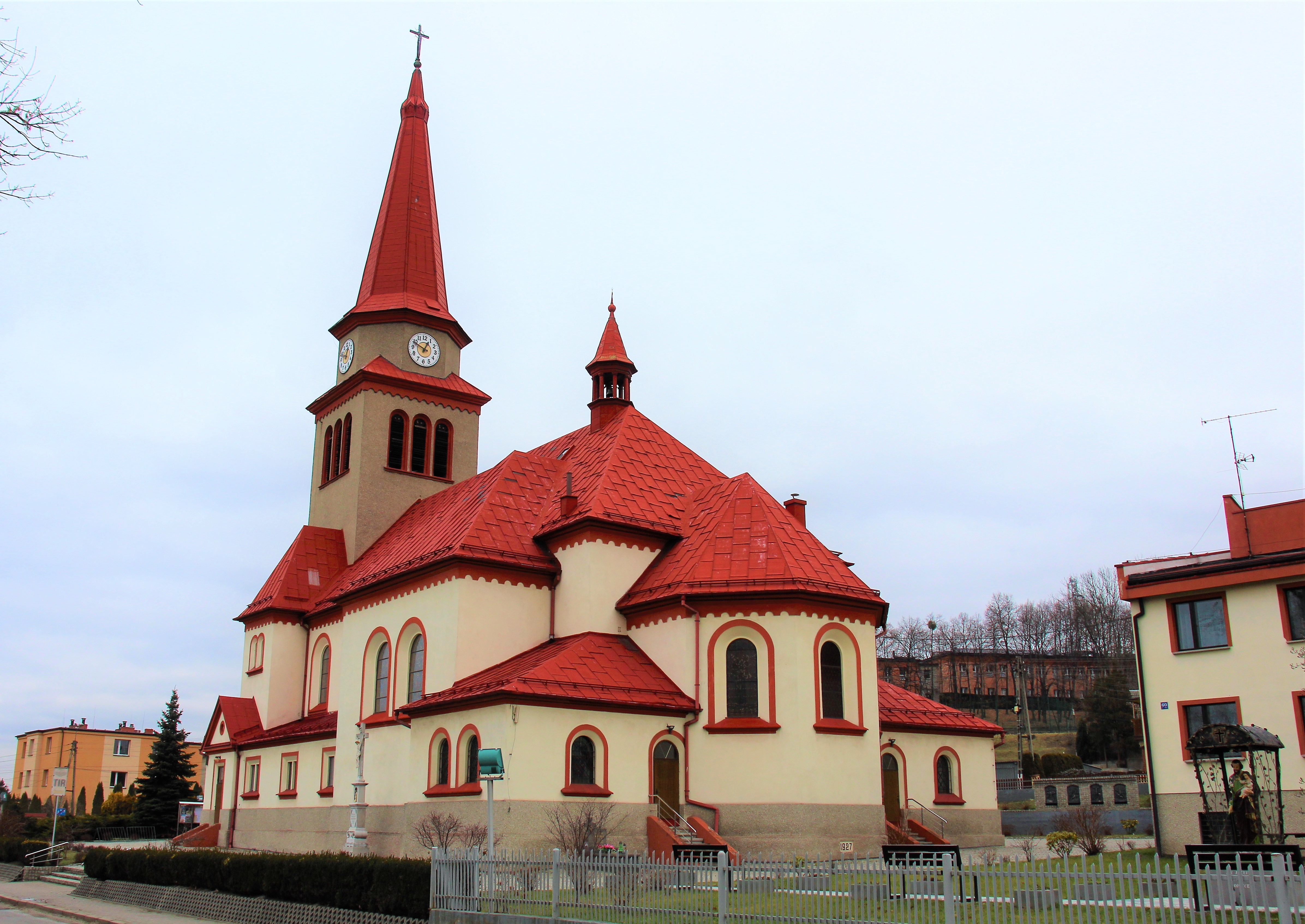
Widok od strony prezbiterium
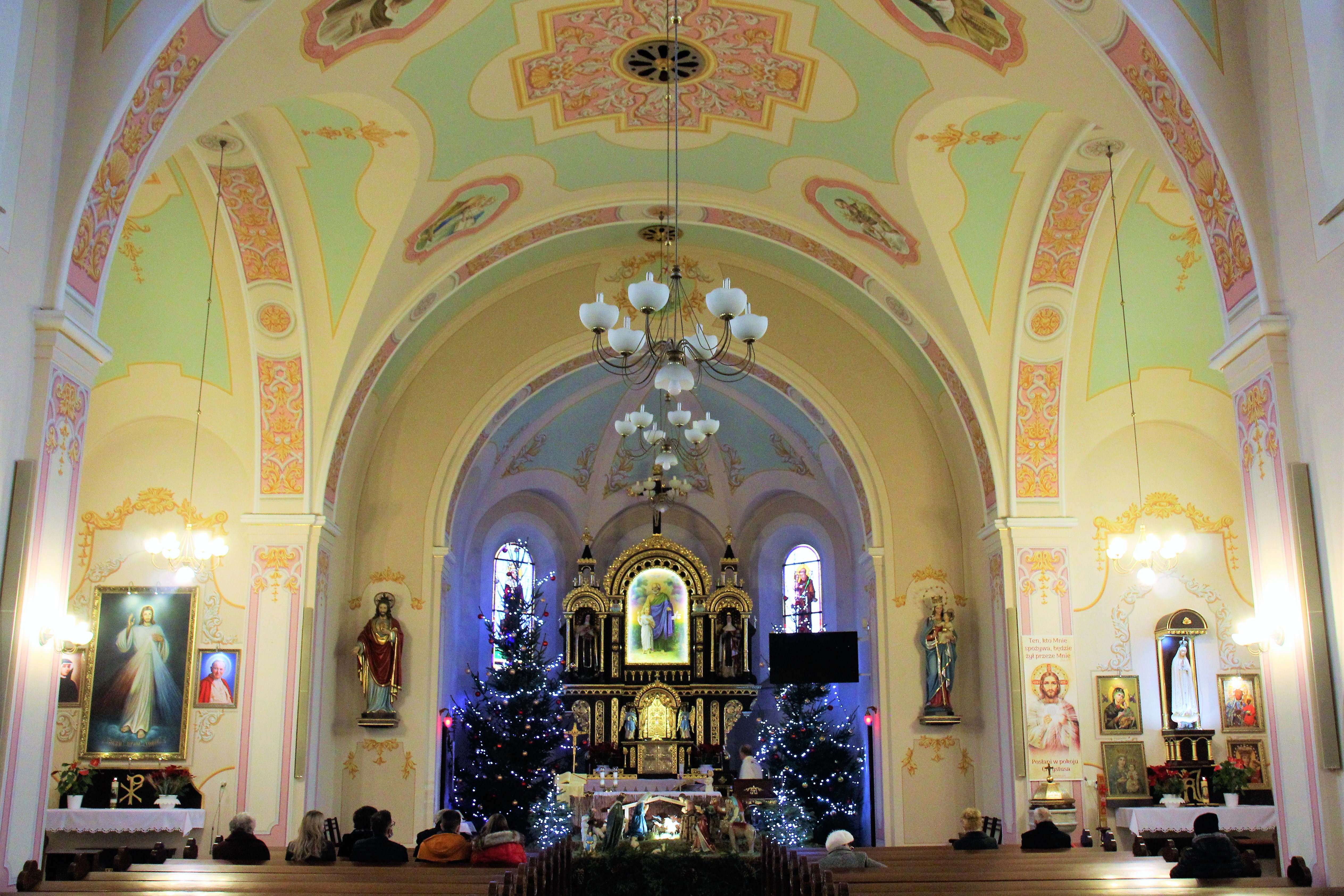
Wnętrze z ołtarzem